# Laufzahl
Die Laufzahl {\displaystyle \sigma } (auch Schnelllaufzahl genannt) ist eine dimensionslose Kennzahl zur Charakterisierung einstufiger Strömungsmaschinen. Sie ist das Verhältnis der Drehzahlen einer Turbomaschine und einer Vergleichsmaschine und spielt eine ähnliche Rolle wie die spezifische Drehzahl {\displaystyle n_{\rm {q}}}.
Die Laufzahl ist von Bedeutung für die Auslegung von Strömungsmaschinen, indem sie zusammen mit der Durchmesserzahl im Cordier-Diagramm aufgetragen wird.

## Definition
Die Herleitung der Laufzahl stützt sich auf die Definitionsformeln der Strömungsmaschinen-Kenngrößen Durchflusszahl {\displaystyle \varphi } und Druckzahl {\displaystyle \psi }:
{\displaystyle \sigma ={\sqrt {\frac {\varphi }{\sqrt {\psi ^{3}}}}}}
Diese werden so umgeformt, dass der Durchmesser des Laufrades eliminiert wird und die Laufraddrehzahl {\displaystyle n} linear auftritt:
{\displaystyle \Leftrightarrow \sigma =n\cdot {\sqrt {\frac {{\sqrt {2}}\cdot \pi \cdot {\dot {V}}}{\sqrt {Y^{3}}}}}}
Der Volumenstrom {\displaystyle {\dot {V}}} des Laufradaustritts und die spezifische Stutzenarbeit {\displaystyle Y} bedeuten Anforderungen, die an die Strömungsmaschine gestellt werden.

## Abgrenzung
Zur Beschreibung von Windturbinen wird die Schnelllaufzahl verwendet. Diese gibt das Verhältnis von der Umlaufgeschwindigkeit der Blattspitze zur Windgeschwindigkeit an.